# Jenny Wolf
Jenny Wolf (Berlino, 31 gennaio 1979) è un'ex pattinatrice di velocità su ghiaccio tedesca.

## Palmarès

### Olimpiadi
- Argento a Vancouver 2010 nei 500 metri.

### Mondiali - Distanza singola
- Oro a Salt Lake City 2007 nei 500 metri.
- Oro a Nagano 2008 nei 500 metri.
- Oro a Vancouver 2009 nei 500 metri.
- Oro a Inzell 2011 nei 500 metri.

### Mondiali - Sprint
- Oro a Heerenveen 2008.
- Argento a Mosca 2009.
- Bronzo a Obihiro 2010.